# 天空高事件 放課後探偵とサツジン連鎖
『天空高事件 放課後探偵とサツジン連鎖』（てんくうこうじけん ほうかごたんていとサツジンれんさ）は、椙本孝思による日本の推理小説。角川書店より2009年3月に刊行された。

## 概要
〈迷探偵黒彦〉シリーズ第2弾。学校で起きた女子生徒の飛び降り自殺から始まる連続殺人事件を描く。表紙イラストは佐久間真人が担当している。2012年11月に角川文庫（角川書店）より文庫版が刊行された。文庫版の表紙イラストはtoi8が担当している。
キャッチコピーは「“学園ミステリ”への挑戦状」。

## あらすじ
魔神館事件から1ヶ月後の9月、白鷹黒彦の通う天空高校でクラスメイトの女子生徒・雛菊雪子が飛び降り自殺をする。雛菊は探偵部に所属していた。生前に雛菊から黒彦のことを聞かされていた探偵部は、黒彦を巻き込んで雛菊の死の真相の調査を開始する。

## 登場人物
白鷹 黒彦（）
天空高校2年B組の男子生徒。
犬神 清秀（）
世界最高の知性と呼ばれた天才。学校に通いたがった果菜を天空中学校に編入させる条件として天空高校の非常勤講師となる。
犬神 果菜（）
清秀の妹。天空中学校に編入する。
鶴原 三鳥（）
夢野 姫子（）
天空高校3年A組の女子生徒。探偵部部長。
水仙 紘美（）
天空高校3年C組の女子生徒。探偵部部員。
星裏 ルル（）
天空高校1年D組の女子生徒。探偵部部員。私立天空学園学園長の娘。
雛菊 雪子（）
天空高校2年B組の女子生徒。探偵部部員。
押絵 玲一（）
天空高校3年B組の男子生徒。生徒会会長。
島津 平馬（）
天空高校3年D組の男子生徒。電子工作部部長。
香具土 深良（）
明治・大正時代の西洋建築家。